# Fossilworks
Fossilworks là một cổng cung cấp các công cụ truy vấn, tải xuống và phân tích để tạo điều kiện truy cập vào Cơ sở dữ liệu cổ sinh vật, một cơ sở dữ liệu quan hệ lớn được tập hợp bởi hàng trăm nhà cổ sinh vật học từ khắp nơi trên thế giới.

## Lịch sử
Fossilworks được tạo ra vào năm 2013 bởi John Alroy và đặt tại Đại học Macquarie. Nó bao gồm nhiều công cụ phân tích và trực quan hóa dữ liệu trước đây có trong Cơ sở dữ liệu cổ sinh vật (Paleobiology Database).